# Andrej Tsjekoenov
Andrej Vladimirovich Tsjekoenov (Russisch: Андрей Владимирович Чекунов) (Gagra, 7 september 1966) is een Russisch voetballer. Hij begon zijn carrière in 1983 bij FC Dinamo Tbilisi en stopte in 2000 met voetballen. Hij werd in 2009 administrateur van de club FK Zjemtsjoezjina Sotsji.